# Jannick Geisler
Jannick Geisler (* 16. März 1992 in Hamburg) ist ein deutscher Radrennfahrer und fährt für das Team Stevens Racing Team. 

## Leben
Jannick Geisler wurde 2006 und 2010 Deutscher Schüler- bzw. Junioren-Meister im Querfeldein. Im Januar 2013 wurde er Deutscher Vize-Meister in der U23-Kategorie. Außerdem hat er 2009 und 2010 an den UCI-Weltmeisterschaften im Querfeldein teilgenommen. Im Jahr 2022 wurde er Deutscher Vizemeister im Cyclocross.

## Erfolge
2006
- Deutscher Meister Querfeldein Hamburg (Schüler)
- 6. Deutsche Meisterschaft Straße Hofweier (Schüler)

2007
- 5. Deutsche Meisterschaft Teamzeitfahren Genthin (Jugend)
- Gewinn Nachwuchstrikot bei der Vattenfall Tour (Jugend)

2008
- 8 Siege 22 Platzierungen (2-15)

2009
- 5. Frankfurt Eschborn City Loop (Junioren)

2010
- Deutscher Meister Querfeldein Magstadt (Junioren)
- 4. Rund um den Finanzplatz Frankfurt (Junioren)
- Sprinttrikot Sparkassen-Münsterland-Tour (Junioren)

2011
- 25. Platz Sparkassen “Neuseenclassics-rund um die braunkohle” Zwenkau (U23)
- 7. Platz Deutsche Meisterschaft Cross Lorsch (U23)

2012
- 5. Platz  Silvestercross Herford (U23)
- 19. Platz Erzgebirgsrundfahrt (U23)
- 8. Platz UCI C2 City Cross Cup Lorsch (U23)
- 14. Platz UCI C2 Frankfurt Bornheimer Hang Frankfurt (U23)

2013
- Deutscher Vize-Meister Cyclocross Bad Salzdetfurth (U23)

2015
- 3. Platz Gesamtwertung Deutschland Cup Cyclocross (Männer Elite)

2016
- 3. Platz Gesamtwertung Deutschland Cup Cyclocross (Männer Elite)
- 6. Platz Deutsche Meisterschaft Cyclocross Vechta (Männer Elite)

2017
- 5. Platz Deutsche Meisterschaft Cyclocross Queidersbach(Männer Elite)

2020
- 2. Platz Gesamtwertung Cyclocross Bundesliga (Männer Elite)

2022
- 2. Platz Deutsche Meisterschaft Cyclocross (Männer Elite)